# Long Live (canção)
"Long Live" é um single country-pop da cantora estadunidense Taylor Swift, com participação da cantora brasileira Paula Fernandes, lançado como download digital, em 3 de Janeiro de 2012. Foi extraído do álbum Speak Now: World Tour Live, de Swift. A música "Long Live" já havia sido lançada pela cantora nos Estados Unidos no seu último álbum, Speak Now. A nova versão recebeu trechos em português cantados por Paula Fernandes. Teve o lançamento digital a 1 de março de 2012.
Assim que foi lançada oficialmente, a música subiu a primeira posição do iTunes no Brasil, assim ultrapassando a cantora Adele pela primeira vez desde o lançamento do iTunes no Brasil em dezembro de 2011.
Em 2022, a canção foi incluída na nova Turnê da cantora Paula Fernandes, sendo a música de encerramento das apresentações.

## Antecedentes
|                                                               | “Fiquei realmente feliz em dividir Long Live com Paula Fernandes, pois esta é uma das minhas canções favoritas. Foi maravilhoso, amei sua versão, ficou linda”. |
| —Contou Taylor Swift, em comunicado divulgado pela Universal. | |

A mineira Paula Fernandes vendeu 1,6 milhão de discos em 2011. O CD/DVD ao vivo foi lançado em janeiro e foi o álbum brasileiro mais vendido nos últimos anos no Brasil, sendo recordista de vendas. Taylor Swift também é detentora de um recorde. Em março de 2011, a estrela
americana do country recebeu placa por ter vendido 20 milhões de cópias em toda a sua carreira. Paula Fernandes já havia feito duetos com vários cantores brasileiro, tais como: Victor & Léo, Almir Sater, Leonardo, entre outros, e cantou em vários shows com Luan Santana, Michel Teló e Jorge & Mateus.

## Presença em "Avenida Brasil Internacional"
A canção foi incluída na trilha sonora internacional da novela Avenida Brasil, exibida pela TV Globo em 2012. A música foi tema da locação "Zona Sul" do Rio de Janeiro.

## Videoclipe
O vídeo foi gravado via satélite, com as cenas de Paula Fernandes gravadas no Brasil e as de Swift durante um show nos Estados Unidos. A mineira comentou que "a ideia do clipe é fazer com que pareça que eu estou aqui no Brasil participando de um show da Taylor nos Estados Unidos". Para isso, usamos vários telões no estúdio. As partes do clipe da cantora brasileira teve duração de uma hora. O vídeo teve a direção de Eduardo Levy. Dois dias antes do lançamento a cantora Paula Fernandes informou que o vídeo teria sua estreia no programa Fantástico da Rede Globo.

## Desempenho nas paradas
| Paradas musicais (2012)           | Melhores posições |
| --------------------------------- | ----------------- |
| Brasil - Billboard Brasil Hot 100 | 9                 |
| Brasil - Billboard Brasil Hot Pop | 2                 |